# 과식
과식(過食)은 신체 활동을 통해 소모하거나 배설을 통해 배출하는 에너지보다 더 많은 칼로리를 섭취하거나, 포만감을 넘어 음식을 섭취하는 경우에 발생하며, 이는 종종 체중 증가와 비만증으로 이어진다. 과식은 폭식증의 특징적인 증상이며, 폭식증의 증상일 수도 있다.
더 넓은 의미에서 과영양은 섭취 외의 다른 방법, 예를 들어 비경구 영양을 통한 과도한 음식 투여를 포함한다.

## 치료
인지행동치료, 개인 치료, 그룹 치료는 사람들이 식습관을 추적하고 어려운 상황에 대처하는 방식을 바꾸는 데 종종 도움이 된다. 과식과 관련 폭식은 종종 다이어트, 신체 이미지 문제, 그리고 사회적 압력과 관련이 있다.
과식하는 사람들을 돕는 여러 12단계 프로그램이 있으며, 익명의 과식자들 또는 회복 중인 음식 중독자들 등이 있다.
연구와 다양한 조사를 통해 과식이 행동 중독을 유발한다는 것이 분명하게 밝혀졌다.
일부 경우에 과식은 프라미펙솔과 같은 도파민 작용제로 알려진 약물 사용과 관련이 있다.

## 같이 보기
- 단식